# Antonio Guarnieri (Musiker)

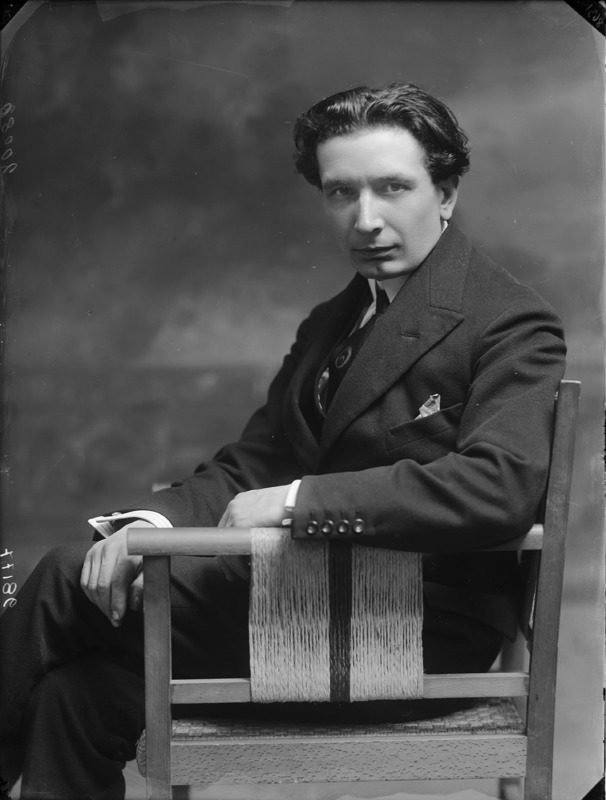
Antonio Guarnieri

Antonio Guarnieri (* 1. Februar 1880 in Venedig; † 25. November 1952 in Mailand) war ein italienischer Dirigent, Violoncellist und Komponist.

## Leben und Werk
Als Mitglied einer durch und durch musikalischen Familie (Sein Vater Luigi (1842–1927) war Kontrabassist, sein Bruder Francesco (1867–1927) und seine Schwester Guglielmina waren Violinisten) studierte er zunächst Violoncello in Venedig sowie Orgel und Komposition bei Marco Enrico Bossi. Er begann seine musikalische Laufbahn zunächst als Cellist im Martucci Quartett.
Sein Debüt als Operndirigent gab er 1904 in Siena, gefolgt von Aufführungsleitungen in Wien (1912), Buenos Aires (1913), Florenz (Parsifal, 1914), am Gran Teatre del Liceu in Barcelona (1915) und 1922 schließlich an der Scala in Mailand in Mailand. Hier dirigierte er häufig bis zum Ende seiner Musikerlaufbahn insbesondere die Opern Richard Wagners. Er inszenierte dort auch vorzugsweise selten gespielte Opern, und zwar klassische wie auch moderne.
Er hatte den Lehrstuhl für Dirigat an der Accademia Musicale Chigiana de Siena inne, wo unter anderen Luciano Rosada, Bruno Maderna und Ettore Gracis seine Schüler waren. Als 1942 an dieser Akademie die Ouvertüre für Orchester der Komponistin Matilde Capuis als ihre Studien-Abschlussarbeit aufgeführt werden sollte, die ihr Werk vorsorglich unter dem Pseudonym „M. Capuis“ eingereicht hatte, und Guarnieri dahinterkam, dass es sich hier um ein Werk einer Frau handelte, „wischte er die Noten vom Pult und brüllte: ‚Nie werde ich das Werk einer Frau dirigieren‘“.
Antonio Guarnieri schrieb die Oper Giuditta, mehrere Orchesterwerke und Lieder.